# 威廉陳
威廉陳（英文：William Chan Fu Shing，5月8日—），原名陳富勝，是香港無綫電視綠葉演員，曾報讀澳門電視台演員訓練班，亦當過龍虎武師，並一度退出演藝圈，回來後當特約演員，於2018年簽約無綫電視。

## 簡介
威廉陳曾在髮型屋工作，有次被李修賢導演的助手邀請他爲電影《壯志雄心》擔任幕後髮型師，因在現場看到張家輝的演技而開始對拍戲有興趣，所以看到澳門電視台於香港開訓練班而決定報讀。後來他在拍戲現場結識了冼灝英並跟他做龍虎武師，但因澳門電視台無法在香港營運，所以拍了幾部電視劇後就沒有工開，因此轉做了二十多年汽車生意。
威廉陳後來有一年發現自己患上初期癌症，雖然後來康復，但覺得應該繼續以前的夢想，所以花了三年時間找回冼灝英，並因有次上他武館時遇見黃浩然，而被對方問是否還有興趣做演員，之後就被對方介紹入無綫做特約演員。他另外也有參與香港電台與香港電視娛樂拍攝劇集和節目。
在無綫做了四年特約後，於2018年3月正式成無綫基本合約藝人。

## 出面網頁
- 威廉陳在tvb.com的資料